# 白糠郡
- 令制国一覧 > 北海道 (令制) > 釧路国 > 白糠郡
- 日本 > 北海道 > 釧路総合振興局 > 白糠郡

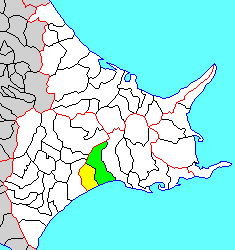
北海道白糠郡の位置（緑：白糠町 黄：明治期）

白糠郡（しらぬかぐん）は、北海道（釧路国）釧路総合振興局の郡。 
人口6,937人、面積773.13km²、人口密度8.97人/km²。（2025年6月30日、住民基本台帳人口）

## 郡域
以下の1町を含む。
- 白糠町（しらぬかちょう）

1879年（明治12年）に行政区画として発足した当時の郡域は、上記1町に釧路市の一部（音別町各町・大楽毛各町・星が浦各町・新野各町および鶴野各町・音羽・鳥取大通・鳥取北の一部）を加えた区域にあたる。

## 歴史

### 郡発足までの沿革
江戸時代の白糠郡域は、寛永年間以来松前藩によってシラヌカ場所が開かれていた。江戸時代以前から明治時代初頭の交通について、陸上交通は、沿岸部沿いに渡島国の箱館から千島国方面に至る道の途上となっており、寛政11年には通行屋（駅逓）ができ、文化2年には十勝国十勝郡大津から釧路郡に至る道（国道38号の前身）が開削されている。また、文化5年から文化7年にかけて白糠郡庶路から阿寒郡を経て釧路・北見国境を越え、北見国網走郡方面への網走越（国道240号の前身など）も白糠在勤の幕吏・大塚忽太郎によって開削された。
江戸時代後期、白糠郡域は東蝦夷地に属していた。国防のため寛政11年白糠郡域は天領とされ、翌12年には八王子千人同心･原半左衝門以下50人が入地、享和2年シラヌカ場所は東隣のクスリ場所に吸収された。また文化年間になると厳島神社も創建されている。文政4年に白糠郡域は一旦松前藩領に復したものの、安政2年再び天領となり仙台藩が警固をおこなった。また開国直後の安政4年釧路炭田の開発が開始されている。戊辰戦争（箱館戦争）終結直後の1869年、大宝律令の国郡里制を踏襲して白糠郡が置かれた。

### 郡発足以降の沿革
- 明治2年

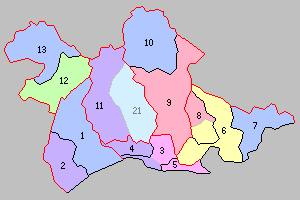
北海道一・二級町村制施行時の白糠郡の町村（1.白糠村 2.尺別村 紫：釧路市 青：区域が発足時と同じ町村）

  - 8月15日（1869年9月20日） - 北海道で国郡里制が施行され、釧路国および白糠郡が設置される。開拓使が管轄。
  - 9月14日（1869年10月18日） - 兵部省の管轄となる（北海道の分領支配）。
- 明治3年
  - 1月8日（1870年2月8日） - 再び開拓使の管轄となる。
  - 5月3日（1870年6月1日） - 福山藩の領地となる（同上）。
- 明治4年6月 - 再び開拓使の管轄となる。
- 明治5年
  - 4月9日（1872年5月15日） - 全国一律に戸長・副戸長を設置（大区小区制）。
  - 10月10日（1872年11月10日） - 4月に設置された区を大区と改称し、その下に旧来の町村をいくつかまとめて小区を設置（大区小区制）。
  - 同年、白糠村、庶路村が成立。
- 明治8年（1875年）- 尺別村が成立。
- 明治9年（1876年）9月 - 従来開拓使において随意定めた大小区画を廃し、新たに全道を30の大区に分ち、大区の下に166の小区を設けた。

- 第24大区
  - 1小区 ： 白糠村、庶路村、尺別村

- 明治12年（1879年）7月23日 - 郡区町村編制法の北海道での施行により、行政区画としての白糠郡が発足。
- 明治13年（1880年）7月 - 厚岸郡外六郡役所（厚岸釧路白糠阿寒足寄川上網尻郡役所）の管轄となる。
- 明治14年（1881年）7月8日 - 厚岸郡外五郡役所（厚岸釧路白糠阿寒足寄川上郡役所）の管轄となる。
- 明治15年（1882年）2月8日 - 廃使置県により根室県の管轄となる。
- 明治18年（1885年）5月 - 釧路郡外四郡役所（釧路白糠足寄阿寒川上郡役所）の管轄となる。
- 明治19年（1886年）
  - 1月26日 - 廃県置庁により北海道庁根室支庁の管轄となる。
  - 2月 - 根室支庁が廃止。
- 明治20年（1887年）6月 - 釧路郡外十一郡役所（釧路阿寒白糠足寄川上広尾当縁十勝中川河西河東上川郡役所）の管轄となる。
- 明治22年（1889年）1月 - 釧路郡外十郡役所（釧路阿寒白糠足寄広尾当縁十勝中川河西河東上川郡役所）の管轄となる。
- 明治24年（1891年）3月 - 釧路郡外十二郡役所（釧路阿寒白糠足寄広尾当縁十勝中川河西河東上川厚岸川上郡役所）の管轄となる。
- 明治30年（1897年）
  - 7月 - 釧路郡外五郡役所（釧路阿寒白糠足寄川上厚岸郡）の管轄となる。
  - 11月5日 - 郡役所が廃止され、釧路支庁の管轄となる。
- 大正4年（1915年）4月1日 - 北海道二級町村制の施行により、白糠村、庶路村の区域をもって白糠村（二級村）が発足。（1村）
- 大正8年（1919年）4月1日 - 北海道二級町村制の施行により、尺別村（二級村、単独村制）が発足。（2村）
- 大正11年（1922年）
  - 8月1日 - 釧路支庁が釧路国支庁に改称。
  - 4月1日 - 尺別村が改称して音別村となる。
- 昭和18年（1943年）6月1日 - 北海道一・二級町村制が廃止され、北海道で町村制を施行。二級町村は指定町村となる。
- 昭和21年（1946年）10月5日 - 指定町村を廃止。
- 昭和22年（1947年）5月3日 - 地方自治法の施行により北海道釧路国支庁の管轄となる。
- 昭和24年（1949年）10月10日 - 白糠村の一部（大字庶路村字ヲタノシケ）が釧路市に編入。
- 昭和25年（1950年）11月1日 - 白糠村が町制施行して白糠町となる。（1町1村）
- 昭和32年（1957年）4月1日 - 釧路国支庁が釧路支庁に改称。
- 昭和34年（1959年）1月1日 - 音別村が町制施行して音別町となる。（2町）
- 平成17年（2005年）10月11日 - 音別町が釧路市・阿寒郡阿寒町と合併し、改めて釧路市が発足、郡より離脱。（1町）
- 平成22年（2010年）4月1日 - 釧路支庁が廃止され、釧路総合振興局の管轄となる。